# Кикинский сельсовет (Московская область)
Кикинский сельсовет — упразднённая административно-территориальная единица, существовавшая на территории Московской губернии и Московской области до 1954 года.
Кикинский сельсовет был образован в первые годы советской власти. По данным 1918 года он входил в состав Тимоновской волости Дмитровского уезда Московской губернии.
В 1923 году к Кикинскому с/с был присоединён Бешенковский с/с, но в 1927 году он был выделен обратно.
По данным 1926 года в состав сельсовета входили село Кикино, деревни Бешенково, Василево, Горбово, Лебедево, Никитино и Старово, а также Старовская мельница и 2 хутора.
В 1929 году Кикинский с/с был отнесён к Дмитровскому району Московского округа Московской области. При этом к нему был присоединён Бешенковский с/с.
14 июня 1954 года Кикинский с/с был упразднён. При этом его территория вошла в Слободищевский с/с.